# NGC 5896
NGC 5896 est une lointaine galaxie spirale située dans la constellation du Bouvier. Sa vitesse par rapport au fond diffus cosmologique est de 19 776 ± 8 km/s, ce qui correspond à une distance de Hubble de 292 ± 20 Mpc (∼952 millions d'al). NGC 5896 a été découverte par l'astronome irlandais R. J. Mitchell en 1854.
L'image obtenue des données du relevé SDSS montre clairement la présence de deux bras spiraux, mais aucune barre n'est visible.
Certaines sources mentionnent que NGC 5895 et NGC 5896 forment une paire de galaxies, mais NGC 5896 est une lointaine galaxie et le rapprochement de ces deux galaxies n'est dû qu'à un alignement optique.